# Ola Persson (politiker)
Olof Ferdinand "Ola" Persson (i Riksdagen kallad Persson i Landafors), född 17 december 1891 i Segersta, Gävleborgs län, död 1 april 1973 i Segersta, var en svensk flottningsarbetare och riksdagspolitiker (kommunist).
Persson var ledamot av riksdagens andra kammare 1945-1950, invald i Gävleborgs läns valkrets, 1951-1954 var han ledamot av första kammaren, invald i Göteborgs stads valkrets.